# Terence Tao
Terence "Terry" Tao, född 17 juli 1975 i Adelaide, South Australia, är en australisk matematiker. Han erhöll Bôcherpriset 2002 samt Fieldsmedaljen 2006. Han räknas ibland till de främsta nu levande matematikerna.
Tao är verksam inom en rad olika matematiska discipliner, bland annat partiella differentialekvationer, harmonisk analys, kombinatorik, talteori samt representationsteori. 

## Karriär
Tao började sina universitetsstudier i matematik vid nio års ålder och är den hittills yngsta att vinna en guldmedalj vid Internationella matematikolympiaden, vilket han gjorde vid tretton års ålder. Vid tjugoett års ålder disputerade han vid Princeton University och han är numera professor vid UCLA i Los Angeles.
Tao föredrar att samarbeta vid sin forskning, snarare än att arbeta ensam, något som lett till att de flesta av hans skrifter är författade tillsammans med andra matematiker.

## Utmärkelser
- Fulbright-programmet[6]
- Salem Prize,  2000[6]
- Bôcherpriset,  2002[7]
- Clay Research Award,  2003[6]
- Levi L. Conant Prize,  2004[6]
- Australian Mathematical Society Medal,  2005[6]
- Corresponding Member of the Australian Academy of Science,  2006[6]
- SASTRA Ramanujan Prize,  2006[6]
- Fieldsmedaljen,  2006
- MacArthur Fellows Program,  2007[8]
- Ostrowskipriset,  2007[6]
- Fellow of the Royal Society,  2007[9]
- Alan T. Waterman Award,  2008[10]
- Onsagermedaljen,  2008[6]
- Fellow of the American Academy of Arts and Sciences,  2009[6]
- George Pólya Prize,  2009[6]
- Kung Faisals internationella pris,  2010
- Frederic Esser Nemmers Prize in Mathematics,  2010[6]
- Kung Faisals internationella pris i vetenskap, med  Enrico Bombieri,  2010[6]
- Crafoordpriset,  2012
- Crafoordpriset i matematik,  2012[11]
- Fellow of the American Mathematical Society,  2013[12][13]
- Royal Medal,  2014[6]
- Breakthrough Prize i matematik,  2015[6]
- IEEE Jack S. Kilby Signal Processing Medal,  2020[6]
- Prinsessan av Asturiens pris för teknisk och vetenskaplig forskning,  2020[14]
- Prinsessan av Asturiens pris,  2020
- Grande médaille de l’Académie des sciences,  2022[15]

[Redigera Wikidata]